# Young Billy Young
Young Billy Young (br O Pistoleiro Marcado) é um filme estadunidense de 1969, do gênero western, dirigido por Burt Kennedy, com roteiro do próprio Burt, baseado em romance de Heck Allen. A canção-tema é de Robert Mitchum, que também interpreta o protagonista do filme.
A história parece uma homenagem ao clássico High Noon (1952), com o nome do delegado protagonista (Ben Kane) sendo o mesmo do xerife daquele filme (Will Kane) e pelo clímax da história, com o xerife cercado pelos bandidos.   

## Elenco
- Robert Mitchum...Delegado Ben Kane
- Angie Dickinson...Lily Beloit
- Robert Walker, Jr....Billy Young
- David Carradine...Jesse Boone
- Jack Kelly...John Behan
- John Anderson...Boone
- Paul Fix...Charlie (condutor da diligência)
- Willis Bouchey...Doc Cushman

## Sinopse
O famoso homem da lei Ben Kane aceita ir para a remota e violenta cidade do Arizona chamada Lordburg, pois fica sabendo que seu inimigo Boone, o assassino de seu filho, está agindo na região. No caminho ele ajuda o jovem pistoleiro Billy Young de uma acusação de homicídio e o seu velho amigo Charlie, condutor de diligências. Ao chegar à cidade, fica amigo da dançarina Lily e com isso desperta o ciúme assassino de Behan, o proprietário do cabaré.